# Adelphomyia luzonensis
Adelphomyia luzonensis är en tvåvingeart som beskrevs av Alexander 1931. Adelphomyia luzonensis ingår i släktet Adelphomyia och familjen småharkrankar. Inga underarter finns listade i Catalogue of Life.